# Frank Gerstle
Francis Gerstle (New York, 27 settembre 1915 – Santa Monica, 23 febbraio 1970) è stato un attore statunitense.
Ha recitato in oltre 60 film dal 1950 al 1970 ed è apparso in oltre 110 produzioni televisive dal 1951 al 1970. È stato accreditato anche con i nomi Frank Gerstel, William Gerstle e Frank Gustle.

## Biografia
Frank Gerstle nacque a New York il 27 settembre 1915.
Fece il suo debutto sul grande schermo nel 1950, non accreditato, nel film La gabbia di ferro e in televisione nell'episodio Surprise Birthday Party della serie televisiva The George Burns and Gracie Allen Show, andato in onda l'8 novembre 1951, nel ruolo di Charlie Hawthorne. Interpretò poi il ruolo di Dick Gird in 6 episodi della serie televisiva Le leggendarie imprese di Wyatt Earp dal 1959 al 1960 e collezionò una lunga serie di apparizioni in moltissime delle più popolari serie televisive nel corso del periodo d'oro della televisione statunitense fino all'anno della sua morte nel 1970. Divenne popolare anche per le sue numerose partecipazioni a spot commerciali sia in radio che in televisione. Interpretò inoltre diversi film di fantascienza degli anni cinquanta.
La sua ultima apparizione sul piccolo schermo avvenne nell'episodio San Francisco International della serie televisiva San Francisco International Airport, andato in onda il 29 settembre 1970, mentre per il grande schermo l'ultima interpretazione risale al film Il primo uomo diventato donna del 1970 in cui interpreta il reporter all'aeroporto.
Morì a Santa Monica, in California, il 23 febbraio 1970.

## Filmografia

### Cinema
- La gabbia di ferro (Outside the Wall), regia di Crane Wilbur (1950)
- Due ore ancora (D.O.A.), regia di Rudolph Maté (1950)
- Irma va a Hollywood (My Friend Irma Goes West), regia di Hal Walker (1950)
- La prossima voce (The Next Voice You Hear...), regia di William A. Wellman (1950)
- L'indossatrice (A Life of Her Own), regia di George Cukor (1950)
- Le vie del cielo (Three Guys Named Mike), regia di Charles Walters (1951)
- I Was a Communist for the FBI, regia di Gordon Douglas (1951)
- Matrimonio all'alba (Strictly Dishonorable), regia di Melvin Frank, Norman Panama (1951)
- La danza proibita (Little Egypt), regia di Frederick de Cordova (1951)
- You Never Can Tell, regia di Lou Breslow (1951)
- Più forte dell'amore (The Blue Veil), regia di Curtis Bernhardt (1951)
- Lo sconosciuto (The Unknown Man), regia di Richard Thorpe (1951)
- Avvocato di me stesso (Young Man with Ideas), regia di Mitchell Leisen (1952)
- Blackhawk: Fearless Champion of Freedom, regia di Spencer Gordon Bennet (1952)
- Il bruto e la bella (The Bad and the Beautiful), regia di Vincente Minnelli (1952)
- Il prezzo del dovere (Above and Beyond), regia di Melvin Frank, Norman Panama (1952)
- Il mostro magnetico (The Magnetic Monster), regia di Curt Siodmak e, non accreditato, Herbert L. Strock (1953)
- Chiamatemi Madame (Call Me Madam), regia di Walter Lang (1953)
- La signora vuole il visone (The Lady Wants Mink), regia di William A. Seiter (1953)
- Brigata di fuoco (The Glory Brigade), regia di Robert D. Webb (1953)
- The Neanderthal Man, regia di Ewald André Dupont (1953)
- Hanno ucciso Vicki (Vicki), regia di Harry Horner (1953)
- 12 metri d'amore (The Long, Long Trailer), regia di Vincente Minnelli (1953)
- Guerra tra i pianeti (Killers from Space), regia di W. Lee Wilder (1954)
- Rullo di tamburi (Drum Beat), regia di Delmer Daves (1954)
- Quarto grado (Tight Spot), regia di Phil Karlson (1955)
- G-Men: evaso 50574 (I Cover the Underworld), regia di R.G. Springsteen (1955)
- 5 contro il casinò (5 Against the House), regia di Phil Karlson (1955)
- È sempre bel tempo (It's Always Fair Weather), regia di Stanley Donen, Gene Kelly (1955)
- Una tigre in cielo (The McConnell Story), regia di Gordon Douglas (1955)
- Veneri rosse (Slightly Scarlet), regia di Allan Dwan (1956)
- L'assassino è perduto (The Killer Is Loose), regia di Budd Boetticher (1956)
- Giungla d'acciaio (The Steel Jungle), regia di Walter Doniger (1956)
- La grande sfida (The Proud Ones), regia di Robert D. Webb (1956)
- Foglie d'autunno (Autumn Leaves), regia di Robert Aldrich (1956)
- Magnificent Roughnecks, regia di Sherman A. Rose (1956)
- I diavoli del Pacifico (Between Heaven and Hell), regia di Richard Fleischer (1956)
- Sì, signor generale (Top Secret Affair), regia di H.C. Potter (1957)
- L'ultima riva (The River's Edge), regia di Allan Dwan (1957)
- Under Fire, regia di James B. Clark (1957)
- Un urlo nella notte (No Down Payment), regia di Martin Ritt (1957)
- La vita di un gangster (I Mobster), regia di Roger Corman (1958)
- L'urlo di guerra degli apaches (Ambush at Cimarron Pass), regia di Jodie Copelan (1958)
- È sbarcato un marinaio (Onionhead), regia di Norman Taurog (1958)
- U-570 contrattacco siluri (Submarine Seahawk), regia di Spencer Gordon Bennet (1958)
- 12 uomini da uccidere (Inside the Mafia), regia di Edward L. Cahn (1959)
- La donna vespa (The Wasp Woman), regia di Roger Corman (1959)
- The Four Skulls of Jonathan Drake, regia di Edward L. Cahn (1959)
- Adorabile infedele (Beloved Infidel), regia di Henry King (1959)
- Il sindacato del vizio (Vice Raid), regia di Edward L. Cahn (1960)
- All'inferno per l'eternità (Hell to Eternity), regia di Phil Karlson (1960)
- I trecento di Fort Canby (A Thunder of Drums), regia di Joseph M. Newman (1961)
- La notte delle iene (13 West Street), regia di Philip Leacock (1962)
- Pugno proibito (Kid Galahad), regia di Phil Karlson (1962)
- Il corridoio della paura (Shock Corridor), regia di Samuel Fuller (1963)
- Monstrosity, regia di Joseph V. Mascelli (1963)
- Pistola veloce (The Quick Gun), regia di Sidney Salkow (1964)
- Io sono Dillinger (Young Dillinger), regia di Terry O. Morse (1965)
- Patto a tre (Marriage on the Rocks), regia di Jack Donohue (1965)
- Matt Helm il silenziatore (The Silencers), regia di Phil Karlson (1966)
- I selvaggi (The Wild Angels), regia di Roger Corman (1966)
- Matt Helm... non perdona! (Murderers' Row), regia di Henry Levin (1966)
- Hell on Wheels, regia di Will Zens (1967)
- Il cocktail del diavolo (If He Hollers, Let Him Go!), regia di Charles Martin (1968)
- Bullitt, regia di Peter Yates (1968)
- La cortina di bambù (The Bamboo Saucer), regia di Frank Telford (1968)
- Il primo uomo diventato donna (The Christine Jorgensen Story), regia di Irving Rapper (1970)

### Televisione
- Dick Tracy – serie TV, un episodio (1952)
- Missione pericolosa (Dangerous Assignment) – serie TV, un episodio (1952)
- Squadra mobile (Racket Squad) – serie TV, un episodio (1952)
- I segreti della metropoli (Big Town) – serie TV, un episodio (1953)
- I Married Joan – serie TV, 2 episodi (1953)
- Our Miss Brooks – serie TV, un episodio (1954)
- Four Star Playhouse – serie TV, 2 episodi (1953-1954)
- The Pepsi-Cola Playhouse – serie TV, un episodio (1954)
- The Whistler – serie TV, episodio 1x08 (1954)
- The Adventures of Kit Carson – serie TV, 2 episodi (1954)
- The Amos 'n Andy Show – serie TV, un episodio (1955)
- Treasury Men in Action – serie TV, un episodio (1955)
- The George Burns and Gracie Allen Show – serie TV, 3 episodi (1951-1955)
- The Man Behind the Badge – serie TV, un episodio (1955)
- Star Stage – serie TV, un episodio (1955)
- La pattuglia della strada (Highway Patrol) – serie TV, un episodio (1955)
- Lucy ed io (I Love Lucy) – serie TV, 2 episodi (1953-1956)
- Adventures of Falcon – serie TV, un episodio (1956)
- Crusader – serie TV, episodio 1x23 (1956)
- Cavalcade of America – serie TV, un episodio (1956)
- Schlitz Playhouse of Stars – serie TV, 3 episodi (1954-1956)
- Scienza e fantasia (Science Fiction Theatre) – serie TV, episodi 1x21-2x15 (1955-1956)
- Crossroads – serie TV, episodi 1x30-2x02 (1956)
- The Adventures of Dr. Fu Manchu – serie TV, un episodio (1956)
- Studio 57 – serie TV, un episodio (1956)
- Le avventure di Charlie Chan (The New Adventures of Charlie Chan) – serie TV, un episodio (1957)
- Avventure in elicottero (Whirlybirds) – serie TV, un episodio (1957)
- Jane Wyman Presents the Fireside Theatre – serie TV, un episodio (1957)
- On Trial – serie TV, 2 episodi (1956-1957)
- Telephone Time – serie TV, episodio 2x26 (1957)
- The Silent Service – serie TV, un episodio (1957)
- Code 3 – serie TV, un episodio (1957)
- The Californians – serie TV, un episodio (1957)
- Papà ha ragione (Father Knows Best) – serie TV, un episodio (1957)
- Navy Log – serie TV, episodio 3x22 (1958)
- Man Without a Gun – serie TV, un episodio (1958)
- Alcoa Theatre – serie TV, un episodio (1958)
- Dragnet – serie TV, 8 episodi (1952-1958)
- Alfred Hitchcock presenta (Alfred Hitchcock Presents) – serie TV, 3 episodi (1955-1958)
- Jefferson Drum – serie TV, un episodio (1958)
- Steve Canyon – serie TV, episodio 1x06 (1958)
- Death Valley Days – serie TV, 2 episodi (1958)
- Disneyland – serie TV, 2 episodi (1955-1958)
- Sugarfoot – serie TV, un episodio (1958)
- Rescue 8 – serie TV, episodio 1x11 (1958)
- Mike Hammer – serie TV, un episodio (1959)
- The Fat Man: The Thirty-Two Friends of Gina Lardelli – film TV (1959)
- Cimarron City – serie TV, episodio 1x15 (1959)
- Behind Closed Doors – serie TV, un episodio (1959)
- The Third Man – serie TV, un episodio (1959)
- Richard Diamond (Richard Diamond, Private Detective) – serie TV, un episodio (1959)
- Tombstone Territory – serie TV, un episodio (1959)
- Have Gun - Will Travel – serie TV, episodio 2x35 (1959)
- Man with a Camera – serie TV, episodio 2x03 (1959)
- Il carissimo Billy (Leave It to Beaver) – serie TV, un episodio (1959)
- The Millionaire – serie TV, 3 episodi (1957-1959)
- L'uomo e la sfida (The Man and the Challenge) – serie TV, episodio 1x14 (1959)
- U.S. Marshal – serie TV, un episodio (1959)
- Peter Gunn – serie TV, episodi 1x16-3x27 (1959-1961)
- Bat Masterson – serie TV, un episodio (1960)
- Goodyear Theatre – serie TV, episodio 3x13 (1960)
- Gli intoccabili (The Untouchables) – serie TV, 2 episodi (1959-1960)
- Tightrope – serie TV, episodio 1x33 (1960)
- Colt .45 – serie TV, un episodio (1960)
- Hawaiian Eye – serie TV, episodio 1x33 (1960)
- Bourbon Street Beat – serie TV, episodio 1x37 (1960)
- The Andy Griffith Show – serie TV, un episodio (1960)
- Le leggendarie imprese di Wyatt Earp (The Life and Legend of Wyatt Earp) – serie TV, 8 episodi (1956-1960)
- Lock-Up – serie TV, un episodio (1960)
- June Allyson Show (The DuPont Show with June Allyson) – serie TV, episodio 2x07 (1960)
- Dan Raven – serie TV, un episodio (1960)
- Shotgun Slade – serie TV, un episodio (1961)
- Ricercato vivo o morto (Wanted: Dead or Alive) – serie TV, episodio 3x15 (1961)
- Scacco matto (Checkmate) – serie TV, episodio 1x15 (1961)
- Gli uomini della prateria (Rawhide) – serie TV, episodio 3x11 (1961)
- The Case of the Dangerous Robin – serie TV, un episodio (1961)
- Lawman – serie TV, un episodio (1961)
- The Americans – serie TV, episodio 1x10 (1961)
- Indirizzo permanente (77 Sunset Strip) – serie TV, 2 episodi (1960-1961)
- The Best of the Post – serie TV, episodio 1x24 (1961)
- I detectives (The Detectives) – serie TV, un episodio (1961)
- Angel – serie TV, un episodio (1961)
- The McGonigle – film TV (1961)
- Cheyenne – serie TV, un episodio (1961)
- Everglades – serie TV, episodio 1x05 (1961)
- Tales of Wells Fargo – serie TV, 2 episodi (1958-1962)
- General Electric Theater – serie TV, 3 episodi (1954-1962)
- 87ª squadra (87th Precinct) – serie TV, un episodio (1962)
- Carovane verso il West (Wagon Train) – serie TV, 3 episodi (1958-1962)
- G.E. True – serie TV, episodio 1x15 (1963)
- Laramie – serie TV, 2 episodi (1961-1963)
- The Jack Benny Program – serie TV, 4 episodi (1960-1963)
- L'impareggiabile Glynis (Glynis) – serie TV, episodio 1x04 (1963)
- Channing – serie TV, un episodio (1964)
- Perry Mason – serie TV, 3 episodi (1961-1964)
- Gunsmoke – serie TV, un episodio (1964)
- Vacation Playhouse – serie TV, un episodio (1964)
- Un equipaggio tutto matto (McHale's Navy) – serie TV, 2 episodi (1963-1965)
- The Donna Reed Show – serie TV, un episodio (1965)
- Mr. Novak – serie TV, episodio 2x30 (1965)
- Branded – serie TV, un episodio (1966)
- Il virginiano (The Virginian) – serie TV, 2 episodi (1965-1966)
- Laredo – serie TV, un episodio (1966)
- Cavaliere solitario (The Loner) – serie TV, un episodio (1966)
- The Patty Duke Show – serie TV, un episodio (1966)
- Honey West – serie TV, episodio 1x28 (1966)
- Il Calabrone Verde (The Green Hornet) – serie TV, un episodio (1966)
- Gli eroi di Hogan (Hogan's Heroes) – serie TV, un episodio (1967)
- Dragnet – serie TV, un episodio (1967)
- Lassie – serie TV, 3 episodi (1956-1967)
- Bonanza – serie TV, 2 episodi (1962-1967)
- Arabian Knights – serie TV (1968) (voce)
- Ironside – serie TV, 2 episodi (1967-(1968)
- Lo Show dei Banana Splits (The Banana Splits Adventure Hour) – serie TV, 8 episodi (1969)
- Gomer Pyle: USMC – serie TV, 2 episodi (1967-1969)
- Lancer – serie TV, episodio 2x01 (1969)
- Mannix – serie TV, un episodio (1970)
- San Francisco International Airport – serie TV, un episodio (1970)